# 徳永康元
徳永 康元（とくなが やすもと、1912年4月2日 - 2003年4月5日）は、日本の言語学者、ハンガリー文学者。

## 経歴
東京府豊多摩郡大久保町字百人町（後の東京都新宿区百人町）に生まれ育つ。父徳永重康は東大動物学科出身の古生物学者・地質学者で理学博士・工学博士、早稲田大学教授、東大地質学教室非常勤講師。実弟の徳永重元も地質学者。徳永家は元の苗字を吉原と称し、薩摩藩士の家系だった。重康が高島鞆之助の三女と結婚した時に徳永と名乗り始め、その後離婚に至ってからも苗字はそのままになった。日本銀行初代総裁吉原重俊は父方の祖父の弟にあたる。母方の祖父柴田承桂は薬学者で東京大学教授をつとめた。
東京高等師範学校附属小学校（現・筑波大学附属小学校）から同中学校（現・筑波大学附属中学校・高等学校）を4年修了で卒業し、府立高等学校文科乙類で実吉捷郎や石川道雄に師事。当初はドイツ文学に傾倒したが、ナチの台頭で多数の作家が追放されるに至りドイツ文学に嫌気が差し、さらに1933年に観劇したモルナール・フェレンツの『リリオム』に感動してハンガリー文学の研究を志すに至った。東京帝国大学文学部言語学科（ウラル語学専攻）では小倉進平や金田一京助の教えを受ける。大学にハンガリー語の講義はなかったため、独学でハンガリー語を身につけた。
1936年3月に大学を卒業したが不況で就職の口がなく、小倉の紹介で1936年5月から1939年7月まで東京帝大附属図書館嘱託をつとめる。当時の同僚に渋川驍、会田由、水野亮、菅原太郎、鵜飼長寿、佐藤晃一がいた。このころ、関敬吾の紹介で渋沢敬三の民俗学研究所に参加。また1938年4月に東京帝国大学文学部大学院に入学するも1939年12月に退学し、小倉の紹介でブダペスト大学日本語講師兼日洪交換学生としてハンガリーに留学。1940年10月4日、満州国公使呂宜友の通訳として摂政ホルティに謁見。1940年10月8日にはバルトーク・パーストリ夫妻の故国における最後の演奏会を聴いている。
留学期限の満了に伴い1942年にブルガリアからトルコ・ソ連領カフカス・中央アジア・シベリア・満州経由で日本へ帰国。古野清人の紹介で1943年から1945年まで文部省付属民族研究所に助手として勤務。江上波夫と共に満州における異民族統治の実態を調査。敗戦時は民族研究所の内蒙古調査団員として張家口におり、朝鮮経由で2ヶ月以上かけて命からがら帰国した。
1948年、東京外事専門学校教授就任（文部教官・言語学担当）。1949年、新制東京外国語大学への移行に伴って同学教授に就任（言語学ならびに民族学を担当）。1970年から1972年まで東京外国語大学付属図書館館長。1972年から1974年まで東京外国語大学アジア・アフリカ言語文化研究所所長。1975年に同学を定年退官、名誉教授となる。1975年から2001年まで関西外国語大学教授。2001年から関西外国語大学名誉教授。
2003年4月5日朝、心筋梗塞のため東京都新宿区百人町の自宅にて急逝。享年91。

## 人物
古本通、愛書家として知られ、文学、映画、音楽、演劇通の豊かな趣味人であり、10代後半から終生にわたり詳細な日記を毎日欠かさず書き続けた「日記魔」でもあった。作曲家・柴田南雄は従弟。
蔵書家として知られ、探している本が出てこないこともあって、買い直すと語っていた。みずからの没後、他人に蔵書を整理されることを大変恐れていた。「こんなに本があるのに1冊もポルノがないのがわかると、男として恥ずかしい」との理由であった。ヘビースモーカーでもあった。

## 受章歴
- 1984年、勲三等旭日中綬章受章。
- 2000年、ハンガリー共和国功労勲章（中十字型章）受章。

## 著書
- 『ブダペストの古本屋』（恒文社） 1982[10]
- 『ブダペスト回想』（恒文社） 1989
- 『黒い風呂敷』（日本古書通信社、こつう豆本） 1992
- 『ブダペスト日記』（新宿書房） 2004

### 編著
- 『世界の図書館』（丸善） 1981

## 翻訳
- 『リリオム』（モルナール・フェレンツ、岩波文庫） 1951
- 『ハンガリーの民話』（宝文館） 1959
- 『パール街の少年たち』（モルナール、講談社、少年少女世界文学全集） 1961
- 『ほんとうの空色』（バラージュ・ベラ、講談社） 1965、のち岩波少年文庫
- 『ラチとらいおん』（マレーク・ベロニカ、福音館書店） 1965
- 『ヨーロッパ諸国短篇名作集』（学生社） 1966
- 『現代東欧幻想小説』（白水社） 1971
- 『ペテーフィ詩集』（今岡十一郎共編訳、恒文社） 1973
- 『ハンガリー民話集』（オルトゥタイ、岩波文庫） 1996
- 『青ひげ公の城 ハンガリー短編集』（バラージュ・ベーラ、恒文社） 1998